# 36 (film)
36 (fr. 36 Quai des Orfèvres) – francuski dramat kryminalny z 2004 roku w reżyserii Oliviera Marchala. 
36 Quai des Orfèvres jest adresem władz paryskiej policji.

## Obsada
- Daniel Auteuil – Léo Vrinks
- Mylène Demongeot – Manou Berliner
- Gérard Depardieu – Denis Klein
- André Dussollier – Robert Mancini
- Roschdy Zem – Hugo Silien
- Jo Prestia – Victor Dragan
- Frederic Maramber – Le juge Rousseau
- Valeria Golino – Camille Vrinks
- Daniel Duval – Eddy Valence
- Ludovic Berthillot – Nounours
- Olivier Marchal – Christo
- Francis Renaud – Titi Brasseur
- Catherine Marchal – Ève Verhagen
- Mylène Jampanoï – Jade
- Guy Lecluyse – Groluc